# Finnischer Fußballpokal 1996
Der Finnische Fußballpokal 1996 (finnisch Suomen Cup 1996) war die 42. Austragung des finnischen Pokalwettbewerbs. Er wurde vom finnischen Fußballverband ausgetragen. Das Finale fand am 3. November 1996 im Olympiastadion Helsinki statt.
Pokalsieger wurde HJK Helsinki. Das Team setzte sich im Finale gegen Turku PS durch und qualifizierte sich damit für den Europapokal der Pokalsieger. Titelverteidiger Myllykosken Pallo -47 war im Halbfinale gegen den späteren Sieger ausgeschieden.
Bis auf das Halbfinale wurden die Begegnungen in einem Spiel ausgetragen. Bei unentschiedenem Ausgang wurde das Spiel um zweimal 15 Minuten verlängert. Stand danach kein Sieger fest, folgte ein Elfmeterschießen. Im Halbfinale wurden die Sieger in Hin- und Rückspiel ermittelt. Bei Torgleichstand in beiden Spielen zählte zunächst die größere Zahl der auswärts erzielten Tore; gab es auch hierbei einen Gleichstand, wurde das Rückspiel verlängert und ggf. ein Elfmeterschießen zur Entscheidung ausgetragen.

## Teilnehmende Teams
Die Teilnahme war freiwillig. Insgesamt 228 Mannschaften hatten für den Pokalwettbewerb gemeldet. Dabei waren auch Juniorenmannschaften (U-20), Seniorenmannschaften (JKKI – Jalkapallon Kannossa Kaiken Ikää = Fußball für alle Altersgruppen) und Reservemannschaften. Die Drittligisten stiegen in der 4. Runde ein, die Zweitligisten in der 5. und 6. Runde und die Erstligisten in der 7. und 8. Runde.
| Runde         | Zugänge | Sieger der letzten Runde | Spiele / Sieger |
| ------------- | ------- | ------------------------ | --------------- |
| 1. Runde      | 74      | –                        | 37              |
| 2. Runde      | 89      | 37                       | 063 1           |
| 3. Runde      | –       | 60                       | 30              |
| 4. Runde      | 34      | 30                       | 32              |
| 5. Runde      | 14      | 32                       | 23              |
| 6. Runde      | 05      | 23                       | 14              |
| 7. Runde      | 06      | 14                       | 10              |
| 8. Runde      | 06      | 10                       | 08              |
| Viertelfinale | –       | 08                       | 04              |
| Halbfinale    | –       | 04                       | 04 2            |
| Finale        | –       | 02                       | 01              |
| Gesamt        | 2280    |                          | 2260            |

## 1. Runde
|                                 | Ergebnis              |                            |
| ------------------------------- | --------------------- | -------------------------- |
| Kallion PS                      | 4:4 n. V. (2:4 i. E.) | FC Kiffen 08 Helsinki U-20 |
| Hesperian Mankeli               | 1:7                   | Arsenal Helsinki           |
| FC Capital Helsinki             | 1:6                   | Käpylän Pallo              |
| FC Pakila                       | 0:8                   | FC Kiffen 08 Helsinki-2    |
| Hopsi Helsinki                  | 5:3 n. V.             | FC 013 Vantaa              |
| Forssan A-Futis                 | 1:2 n. V.             | Tampereen Hervanta         |
| PS-44 Valkeakoski               | 17:00                 | Korkeakosken Kisa-Urhot    |
| Sääksjärven Loiske              | 1:2                   | Vammalan Palloseura        |
| Someron Voima                   | 0:9                   | Viialan Peli-Veikot        |
| Tampereen-Viipurin Ilves-Kissat | 4:0                   | Mänttän Valo               |
| Hämeenlinnan Täysosuma          | 5:0                   | Pirkkalan JK               |
| Kuopion PS U-20                 | 7:3                   | Suonenjoen Pallo -52       |
| Juankosken Pyrkivä              | 5:0                   | Lieksan Hurtat             |
| Royal FC Kuopio                 | 2:1                   | Tohmajärven Palloseura-90  |
| Kotkan Työväen Palloilijat U-20 | 3:3 n. V. (7:6 i. E.) | Otavan Viesti              |
| PEPO Lappeenranta-2             | 0:6                   | FC Kouvola                 |
| JK Rakuunat U-20                | 7:0                   | Virolahden Sampo           |
| Mikkelin Palloilijat U-20       | 03:0 1                | FC Kouvola/JKKI-35         |
| Elimäen Vauhti                  | 0:4                   | FC Prisma Pilkanmaa        |
| FC Savonlinna                   | 3:2                   | Imatran Pallo-Salamat      |
| FC Folk Haapavesi               | 1:5                   | Ykspihlajan Reima          |
| IK Myran Nedervetil             | 0:0 n. V. (3:4 i. E.) | FC Petolinnut              |
| Lohikosken Pallokerho           | 4:3                   | Haapamäen Pallo-Pojat      |
| Iin Urheilijat                  | 2:5                   | Oulun Reipas               |
| Rovaniemen Jalkapalloklubi      | 10:10                 | Kittilän Palloseura        |
| FC Jazz Pori/JKKI-35            | 0:6                   | Ruosniemen Visa            |
| Naantalin VG-62                 | 1:4 n. V.             | Kaarinan Reipas            |
| Raisio Futis                    | 0:3                   | Pargas IF                  |
| Mynämäen Pallo -53              | 4:2 n. V.             | Sporting Club Raisio       |
| Turun Nahkakuula-75             | 0:7                   | Toukolan Teräs             |
| FC Kirkkonummi U-20             | 2:4 n. V.             | FC Espoo                   |
| Tikkurilan PS U-20              | 5:3 n. V.             | St. Blues Järvenpää        |
| Karjalohjan Urheilijat          | 0:4                   | Leppävaaran Pallo          |
| Nateva Nurmijärvi               | 0:4                   | Lohjan Pallo               |
| Korson Palloseura               | 1:3                   | FC Kirkkonummi             |
| Seinäjoen Sisu                  | 0:1                   | Malax IF                   |
| Musan Salama                    | 3:0                   | Toejoen Veikot             |

## 2. Runde
|                                 | Ergebnis              |                            |
| ------------------------------- | --------------------- | -------------------------- |
| Malmin Pallo                    | 0:4                   | Käpylän Pallo              |
| FC Kontu-2                      | 3:0                   | Pajamäen Pallo-Veikot      |
| Pohjois-Haagan Urheilijat-2     | 4:9                   | Puotinkylän Valtti         |
| Maunulan Pallo                  | 5:1                   | Hopsi Helsinki             |
| PK-35 Helsinki/JKKI-35          | 2:4                   | Helsingin Palloseura       |
| Pohjois-Haagan Urheilijat       | 2:5 n. V.             | Käpylän Pallo U-20         |
| HJK Helsinki U-20               | 1:0                   | FC Kiffen 08 Helsinki U-20 |
| Mooseksen Potku                 | 01:11                 | Arsenal Helsinki           |
| Kangasalan Voitto               | 3:0                   | Hämeenlinnan Härmä         |
| PS-44 Valkeakoski               | 7:0                   | Ilves Tampere/JKKI-35      |
| Tampereen-Viipurin Ilves-Kissat | 0:0 n. V. (1:2 i. E.) | Haka Valkeakoski U-20      |
| Mansester Broilers              | 10:10                 | Vammalan Lihan Liukkaat    |
| Hämeenlinnan Täysosuma          | 2:8                   | Viialan Peli-Veikot        |
| Tampereen Hervanta              | 2:3                   | Riihimäen Palloseura       |
| Potkupallolupi Muhku            | 1:4 n. V.             | Nekalan Pallo              |
| Paltsarit Tampere               | 0:2                   | Sääksmäen Sopu             |
| Vammalan Palloseura             | 0:3                   | Tervakosken Pato           |
| Juankosken Pyrkivä              | 0:1                   | Siilinjärven Palloseura    |
| Kurkimäen Kisa                  | 8:0                   | Pallo-Kerho 37 U-20        |
| Sorsakosken Urheilijat          | 0:5                   | Iisalmen Pallo-Veikot      |
| SC Zulimanit                    | 1:2                   | Joensuun Pallo             |
| Kuopion PS U-20                 | 2:1                   | Royal FC Kuopio            |
| Mikkelin Palloilijat U-20       | 1:2                   | FC Kouvola                 |
| Kangasniemen Palloilijat        | 03:0 1                | Myllykosken Pallo -47 U-20 |
| Kumu Kuusankoski                | 1:0                   | Haminan Pallo-Kissat       |
| FC Myllykosken Pallo -86        | 3:0                   | Atomit Loviisa             |
| Virolahden Sampo-2              | 0:3                   | FC Ristiina                |
| Kotkan Työväen Palloilijat U-20 | 6:0                   | Kotajärven Pallo           |
| FC Prisma Pilkanmaa             | 1:2                   | JK Rakuunat U-20           |
| Haminan Pallo-Kissat-2          | 0:7                   | FC Savonlinna              |
| Vanhan-Vaasan Pallo -80         | 0:5                   | FF Jaro U-20               |
| FC Petolinnut                   | 0:1                   | Sievin Sisu                |
| Ykspihlajan Reima               | 2:2 n. V. (5:6 i. E.) | Kannuksen Ura              |
| Oulaisten Huima                 | 0:1                   | Ylöjärven Pallo            |
| Jämsänkosken Ilves              | 3:7                   | Äänekosken Huima           |
| Blue Eyes Jyväskylä             | 00:3 2                | Keuruun Pallo              |
| Lohikosken Pallokerho           | 0:2                   | Vaajakosken Pallo          |
| FC Raahe                        | 0:2                   | Karihaaran Visan Pallo     |
| Moisiovaaran PS                 | 2:4                   | Oulun Tarmo                |
| Oulun Reipas                    | 1:5                   | Kemin Palloseura-2         |
| Kajaanin Peli-Pojat             | 0:2                   | Tervarit Oulu              |
| Rovaniemen Jalkapalloklubi      | 3:2 n. V.             | Oulun Työväen Palloilijat  |
| Kokemäen Kova-Väki              | 2:5                   | Harjavallan Pallo          |
| Pihlavan Tyoväen Urheilijat     | 0:2                   | Pallo-Iirot Rauma U-20     |
| Rauman NMKY                     | 3:3 n. V. (4:3 i. E.) | Ruosniemen Visa            |
| Turku PS U-20                   | 2:1                   | Musan Salama               |
| Inter Turku U-20                | 3:2                   | Uudenkaupungin Roima       |
| Piikkiön Palloseura             | 4:0                   | Liedon Pallo               |
| Kangasniemen Palloilijat U-20   | 2:1                   | Mynämäen Pallo -53         |
| Toukolan Teräs                  | 3:3 n. V. (5:3 i. E.) | Pargas IF                  |
| Turku PS/JKKI-35                | 2:5                   | Kaarinan Reipas            |
| Tikkurilan PS U-20              | 0:4                   | Vantaan Jalkapalloseura    |
| Loimaan Palloseura/JKKI-35      | 2:9                   | FC Espoo                   |
| Ådalens IF                      | 1:6                   | Lohjan Pallo               |
| Vantaan Klubi                   | 0:8                   | Esbo BK                    |
| Lohjan Pallo U-20               | 0:3                   | Lahden City Stars          |
| Inter Lappävaara                | 00:14                 | FC Kirkkonummi             |
| Österby Sportklubb              | 0:1                   | Leppävaaran Pallo          |
| Ruskeasannan Tykitys -88        | 00:10                 | SexyPöxyt                  |
| FC Kiisto Vaasa                 | 0:1                   | Malax IF                   |
| Körsnas FF-75                   | 2:2 n. V. (5:3 i. E.) | Lapuan Virkiä              |

### Ausscheidungsrunde
|                      | Ergebnis              |                         |
| -------------------- | --------------------- | ----------------------- |
| Maunulan Pallo       | 0:0 n. V. (2:3 i. E.) | FC Kiffen 08 Helsinki-2 |
| Riihimäen Palloseura | 3:0                   | Tervakosken Pato        |

## 3. Runde
|                                 | Ergebnis  |                            |
| ------------------------------- | --------- | -------------------------- |
| FC Kontu-2                      | 1:2       | HJK Helsinki U-20          |
| Käpylän Pallo U-20              | 1:3       | Arsenal Helsinki           |
| FC Kiffen 08 Helsinki-2         | 4:0       | Puotinkylän Valtti         |
| Helsingin Palloseura            | 1:3       | Käpylän Pallo              |
| Lohjan Pallo                    | 9:4 n. V. | Esbo BK                    |
| FC Espoo                        | 3:5       | Lahden City Stars          |
| Vantaan Jalkapalloseura         | 5:1       | Leppävaaran Pallo          |
| FC Kirkkonummi                  | 6:1       | SexyPöxyt Espoo            |
| Inter Turku U-20                | 1:0       | Piikkiön Palloseura        |
| Turku PS U-20                   | 2:1       | Toukolan Teräs             |
| Kangasniemen Palloilijat U-20   | 4:0       | Kaarinan Reipas            |
| Mansester Broilers              | 6:0       | Pallo-Iirot Rauma U-20     |
| Rauman NMKY                     | 1:5       | Harjavallan Pallo          |
| Nekalan Pallo                   | 2:3       | Keuruun Pallo              |
| Äänekosken Huima                | 0:3       | Vaajakosken Pallo          |
| PS-44 Valkeakoski               | 0:3       | Riihimäen Palloseura       |
| Haka Valkeakoski U-20           | 2:3       | Sääksmäen Sopu             |
| Kangasalan Voitto               | 2:3 n. V. | Viialan Peli-Veikot        |
| Kotkan Työväen Palloilijat U-20 | 5:2       | Kumu Kuusankoski           |
| Myllykosken Pallo -47 U-20      | 1:3       | FC Savonlinna              |
| JK Rakuunat U-20                | 2:1       | FC Kouvola                 |
| FC Myllykosken Pallo -86        | 5:3 n. V. | FC Ristiina                |
| Tervarit Oulu                   | 0:1       | Iisalmen Pallo-Veikot      |
| Kuopion PS U-20                 | 5:0       | Kurkimäen Kisa             |
| Siilinjärven Palloseura         | 1:4       | Joensuun Pallo             |
| Körsnas FF-75                   | 0:5       | Malax IF                   |
| Kannuksen Ura                   | 1:3       | Ylöjärven Pallo            |
| FF Jaro U-20                    | 9:0       | Sievin Sisu                |
| Oulun Tarmo                     | 1:0       | Rovaniemen Jalkapalloklubi |
| Kemin Palloseura-2              | 2:3       | Karihaaran Visan Pallo     |

## 4. Runde
In dieser Runde stiegen 34 Drittligisten ein.
|                                 | Ergebnis              |                            |
| ------------------------------- | --------------------- | -------------------------- |
| FC Viikingit                    | 1:2                   | PK-35 Helsinki             |
| Arsenal Helsinki                | 2:5                   | HJK Helsinki U-20          |
| FC Kiffen 08 Helsinki           | 3:2                   | Hyvinkään Palloseura       |
| Lahden City Stars               | 0:0 n. V. (3:4 i. E.) | Malmin Palloseura          |
| Ekenäs IF                       | 6:1                   | Keski-Uudenmaan Pallo      |
| FC Kiffen 08 Helsinki-2         | 0:2                   | Riihimäen Palloseura       |
| Lohjan Pallo                    | 3:7                   | Atlantis FC                |
| Käpylän Pallo                   | 1:4                   | Lahden Työväen Palloilijat |
| FC Kirkkonummi                  | 0:5                   | Vantaan Jalkapalloseura    |
| Harjavallan Pallo               | 1:4                   | Salon Palloilijat          |
| Turku PS U-20                   | 0:1                   | ÅIFK Turku                 |
| Kaarinan Pojat U-20             | 0:2                   | Inter Turku U-20           |
| Kupittaan Allianssi             | 1:0                   | Kaarinan Pojat             |
| Tampereen Kisa-Toverit          | 1:2                   | Nokian Pyry JK             |
| Viialan Peli-Veikot             | 1:2 n. V.             | Valkeakosken Koskenpojat   |
| Mansester Broilers              | 2:3                   | PP-70 Tampere              |
| Sääksmäen Sopu                  | 0:0 n. V. (2:3 i. E.) | Toijalan Pallo -49         |
| Keuruun Pallo                   | 3:2                   | Vaajakosken Pallo          |
| FC Savonlinna                   | 0:1                   | Joensuun Pallo             |
| Kotkan Työväen Palloilijat U-20 | 2:0                   | FC Myllykosken Pallo -86   |
| JK Rakuunat U-20                | 1:0                   | Mikkelin Kissat            |
| Voikkaan Pallo-Peikot           | 3:1                   | PEPO Lappeenranta          |
| Purha Inkeroinen                | 5:2                   | Simpeleen Urheilijat       |
| Iisalmen Pallo-Veikot           | 1:2                   | Kajaanin Haka              |
| Nilsiän Pallo-Haukat            | 1:0                   | Juuan Palloseura           |
| Kuopion PS U-20                 | 2:3                   | Pallo-Kerho 37             |
| Malax IF                        | 0:1                   | Sporting Kristina          |
| Vasa BK-IFK                     | 1:3                   | IF Närpes Kraft            |
| FF Jaro U-20                    | 0:2                   | Jakobstads BK              |
| Ylöjärven Pallo                 | 0:3 n. V.             | PV-J Kokkola               |
| Karihaaran Visan Pallo          | 2:3                   | Rovaniemen Kanuunat        |
| Oulun Tarmo                     | 0:1                   | FC Santa Claus             |

## 5. Runde
In dieser Runde stiegen 14 Zweitligisten ein.
|                                 | Ergebnis                |                            |
| ------------------------------- | ----------------------- | -------------------------- |
| PK-35 Helsinki                  | 5:1                     | Malmin Palloseura          |
| IF Gnistan                      | 1:3                     | Helsingin Ponnistus        |
| Vantaan Jalkapalloseura         | 1:0                     | Ekenäs IF                  |
| Nokian Pyry JK                  | 1:2                     | FC Kontu                   |
| HJK Helsinki U-20               | 2:4 n. V.               | Tikkurilan PS              |
| Atlantis FC                     | 1:2 n. V.               | Lahden Työväen Palloilijat |
| FC Kiffen 08 Helsinki           | 0:1 n. V.               | Hangö IK                   |
| FC Kuusysi                      | 2:0                     | FC Honka Espoo             |
| Riihimäen Palloseura            | 3:3 n. V. (7:8 i. E.)   | Lahden Reipas              |
| ÅIFK Turku                      | 0:3                     | Tampereen Pallo-Veikot     |
| Salon Palloilijat               | 2:0                     | Pallo-Iirot Rauma          |
| Inter Turku U-20                | 0:2                     | Valkeakosken Koskenpojat   |
| PP-70 Tampere                   | 3:1                     | Kupittaan Allianssi        |
| Joensuun Pallo                  | 2:3                     | Kuopion PS                 |
| Nilsiän Pallo-Haukat            | 2:1 n. V.               | Pallo-Kerho 37             |
| Voikkaan Pallo-Peikot           | 1:2                     | Purha Inkeroinen           |
| JK Rakuunat U-20                | 2:8                     | JK Rakuunat                |
| Kotkan Työväen Palloilijat U-20 | 1:4                     | Kultsu Joutseno            |
| Keuruun Pallo                   | 0:8                     | Gamlakarleby BK            |
| Jakobstads BK                   | 3:3 n. V. (11:10 i. E.) | PV-J Kokkola               |
| FC Santa Claus                  | 1:3                     | Kajaanin Haka              |
| Rovaniemen Kanuunat             | 4:1                     | Kemin Palloseura           |
| IF Närpes Kraft                 | 0:2                     | TP-Seinäjoki               |
| Toijalan Pallo -49              | 3:1                     | Sporting Kristina          |

## 6. Runde
In dieser Runde stiegen weitere fünf Zweitligisten ein.
|                            | Ergebnis  |                            |
| -------------------------- | --------- | -------------------------- |
| PK-35 Helsinki             | 4:0       | Kesko-Team Hämeenlinna     |
| Lahden Työväen Palloilijat | 3:0       | Helsingin Ponnistus        |
| Vantaan Jalkapalloseura    | 1:0       | Kotkan Työväen Palloilijat |
| FC Kuusysi                 | 0:1       | FC Kontu                   |
| Kajaanin Haka              | 1:2       | TP-Seinäjoki               |
| Jakobstads BK              | 0:2       | Oulun Palloseura           |
| Hangö IK                   | 0:1       | Tikkurilan PS              |
| Rovaniemen Kanuunat        | 2:0       | Gamlakarleby BK            |
| Salon Palloilijat          | 1:2       | Lahden Reipas              |
| Toijalan Pallo -49         | 1:2 n. V. | JK Rakuunat                |
| Valkeakosken Koskenpojat   | 2:4 n. V. | PP-70 Tampere              |
| JJK Jyväskylä              | 4:0       | Kultsu Joutseno            |
| Kuopion PS                 | 0:1 n. V. | Tampereen Pallo-Veikot     |
| Purha Inkeroinen           | 0:1       | Nilsiän Pallo-Haukat       |

## 7. Runde
In dieser Runde stiegen sechs Erstligisten ein.
|                            | Ergebnis  |                  |
| -------------------------- | --------- | ---------------- |
| Nilsiän Pallo-Haukat       | 2:6       | JJK Jyväskylä    |
| Oulun Palloseura           | 0:2       | Vaasan PS        |
| Rovaniemen Kanuunat        | 5:3 n. V. | TP-Seinäjoki     |
| Tampereen Pallo-Veikot     | 2:1 n. V. | Ilves Tampere    |
| Lahden Työväen Palloilijat | 1:2       | Tikkurilan PS    |
| FC Kontu                   | 0:2       | Haka Valkeakoski |
| Vantaan Jalkapalloseura    | 0:5       | PK-35 Helsinki   |
| Lahden Reipas              | 1:2       | FinnPa Helsinki  |
| Mikkelin Palloilijat       | 0:4       | Inter Turku      |
| PP-70 Tampere              | 2:5       | JK Rakuunat      |

## 8. Runde
In dieser Runde stiegen weitere sechs Erstligisten ein.
|                        | Ergebnis              |                  |
| ---------------------- | --------------------- | ---------------- |
| JJK Jyväskylä          | 1:2 n. V.             | FF Jaro          |
| Rovaniemen Kanuunat    | 0:2                   | Turku PS         |
| JK Rakuunat            | 1:3 n. V.             | HJK Helsinki     |
| PK-35 Helsinki         | 1:1 n. V. (7:6 i. E.) | Haka Valkeakoski |
| Vaasan PS              | 2:0                   | FinnPa Helsinki  |
| Rovaniemi PS           | 4:1                   | FC Jazz Pori     |
| Myllykosken Pallo -47  | 2:1                   | Inter Turku      |
| Tampereen Pallo-Veikot | 3:2 n. V.             | Tikkurilan PS    |

## Viertelfinale
|                        | Ergebnis  |                       |
| ---------------------- | --------- | --------------------- |
| Tampereen Pallo-Veikot | 0:1       | Myllykosken Pallo -47 |
| FF Jaro                | 2:0       | Vaasan PS             |
| PK-35 Helsinki         | 0:1 n. V. | HJK Helsinki          |
| Turku PS               | 1:0       | Rovaniemi PS          |

## Halbfinale
|                       | Gesamt |              | Hinspiel | Rückspiel |
| --------------------- | ------ | ------------ | -------- | --------- |
| Myllykosken Pallo -47 | 2:6    | HJK Helsinki | 2:2      | 0:4       |
| Turku PS              | 4:2    | FF Jaro      | 2:1      | 2:1       |

## Finale
| Paarung        | HJK Helsinki – Turku PS |
| Ergebnis       | 0:0 n. V.; 4:3 i. E. |
| Datum          | 3. November 1996 um 14:00 Uhr (13:00 Uhr MEZ) |
| Stadion        | Olympiastadion, Helsinki |
| Zuschauer      | 3.632 |
| Schiedsrichter | Esa Saarivainio |
| Tore           | Elfmeterschießen: Markus Palja 1:0 Mika Lehkosuo 1:1 Petri Kokko Kalle Lehtinen 1:2 Jonatan Johansson 2:2 Aki Riihilahti Timo Taipale 3:2 Vesa Vasara 3:3 Petri Sulonen 4:3 Aki Hyryläinen |
| HJK Helsinki   | Eingesetzte Spieler: Tommi Koivistoinen – Aki Hyryläinen, Aarno Turpeinen, Kalle Lehtinen, Vesa Vasara, Obiora Aniche, Mika Lehkosuo, Janne Saarinen, Markku Kanerva, Aki Riihilahti, Marko Helin, Markku Palmroos, Jari Rantanen, Zeljko Lekovic, Ismo Lius, Sasa Skira                                                                                   |
| Turku PS       | Eingesetzte Spieler: Panu Toivonen – Markus Paija, Janne Laine, Janne Oinas, Marco Casagrande, Petri Sulonen, Mika Wallden, Petri Kokko, Saku Puhakainen, Jonatan Johansson, Marko Harju, Timo Taipale, Timo Lahtivuori, Joni Meltoranta, Peter Enkelman, Kim Lehtonen, Petteri Kaijasilta, Teemu Kujanpää, Tuukka Salonen, Luis Curbelo, Samuli Hietamäki |